# Bauhaus (компания)
Bauhaus (произносится Баухаус) — швейцарская компания, владелец торговых сетей, специализирующихся на продаже товаров для ремонта и строительства. Название компании содержит немецкие слова bauen (построить) и haus (дом), а также ссылается на немецкую модернистскую архитектурную школу Баухаус, а также созвочно с фамилией ее основателя – Хайнц-Георг Баус.
Первый магазин сети был открыт в городе Мангейм, ФРГ в 1960 году.
По состоянию на начало 2016 года компания имеет около 250 собственных и открытых по франшизе магазинов в Европе. Магазины имеют представленность в следующих странах: Австрия, Болгария, Чехия, Хорватия, Дания, Эстония, Финляндия, Венгрия, Исландия, Германия, Нидерланды, Норвегия, Люксембург, Словакия, Словения, Испания, Швеция, Швейцария и Турция.

## История
Первый магазин сети был открыт в городе Мангейм в 1960 году, имел площадь 250 м² и ассортимент около 25 000 наименований товаров для дома и строительства под одной крышей и являлся магазином типа «самообслуживание». Магазин располагал парковкой для клиентов, а также имел отдел доставки товаров.
В 1968 году был открыт первый магазин в Берлине, к концу 1960-х сеть располагала десятью магазинами.
К концу 1970-х сеть владела уже тридцатью магазинами.
В 1989 году был открыт магазин в городе Фленсбург, ставший сотым магазином сети.
Первый магазин за пределами Германии был открыт в 1972 году в Австрии, затем были открыты магазины сети в скандинавских странах. Первый магазин в Восточной Европе был открыт в 1993 году в Чехии.
В 2000 году верховный суд Германии запретил поглощение сети Bauhaus американской сетью The Home Depot, являющейся крупнейшей сетью строительных материалов в мире.
Начиная с 2009 года компания выступает спонсором кубков мира по различным зимним видам спорта: бобслея и скелетона, прыжков с трамплина и биатлона.